# Среднебретонский язык
Среднебрето́нский язык — период в истории бретонского языка, охватывающий время с XII по XVII век. В отличие от древнебретонского периода, памятники среднебретонского языка — далеко не только глоссы, сохранились и связные тексты, в том числе литературные, и даже бретонско-французско-латинский словарь. Немалая часть этих текстов — печатные книги.
Литературная ценность большинства среднебретонских текстов сравнительно невелика, однако поэзия этого периода с формально точки зрения обнаруживает существенные сходства с валлийской. В частности, аллитерационные приёмы сходны с валлийскими cynghanedd lusg и cynghanedd sain (см. кинханед).
Считается, что среднебретонский период продолжался до XVII века. В 1659 году священник Жюльен Монуар издал книгу Le Sacre Collége de Jesus, которая рассматривается как первый памятник новобретонского периода, то есть современного бретонского языка.

## Памятники

Восточная граница распространения бретонского языка в XII и XVII веках

Среди памятников среднебретонского периода необходимо отметить следующие:
- В двух рукописях XIV века сохранились отрывки «народных» бретонских песен, скопированные туда писцами, видимо, чтобы отвлечься от нудного переписывания. Существуют свидетельства того, что писцы не переписывали их из другой рукописи, а помнили их наизусть, что свидетельствует о силе устной традиции в Бретани того времени[2].
- Примерно к 1450 году восходит первый сравнительно длинный среднебретонский текст: 247 стихов, рассказывающий о разговоре Артура с неким Гвинглавом (Guynglaff, примерно соответствует традиционному Мерлину)
- К концу XV века относится важный текст «Житие св. Нонны и её сына Деви» (Buez Santes Nonn hac he map Deuy) — миракль, во многом передающий аутентичную традицию о св. Давиде Валлийском и его матери, св. Нонне.
- В XVI веке появляется большинство важнейших текстов этого периода. Это в основном печатные издания (книгопечатание в Бретани началось ещё в 1484 году), что обеспечило их хорошую сохранность. Здесь наблюдается достаточно большое жанровое разнообразие.
  - Миракли, религиозные пьесы: "Страсти и воскресение нашего Спасителя (Passion ha Resurrection Hon Salver), «Житие св. Барбы» (Buhez Santes Barba), «Житие Святого Гвеноле» (Buhez Sant Gwenole)
  - Религиозные пьесы — «Успение Марии» (Tremenuan an Ytron Guerches Maria), «Пятнадцать радостей Марии» (Pemzec leuenuez Maria), «Житие сына человеческого» (Buhez Mabden), «Зеркало смерти» (Le Mirouer de la Mort)
  - Рождественская пьеса «Старые и набожные рождественские гимны» (An Nouelou ancien ha deuot)
  - Прозаические тексты: Часослов (Heuriou), «Житие св. Екатерины» (Buhez Santes Cathell)
  - Множество пьес-мистерий для бретонского театра
- В 1499 году был напечатан созданный примерно в 1450 году Жаном (Иеханом) Лагадеком бретонско-французско-латинский словарь под названием Catholicon, ценный, в частности, тем, что многие зафиксированные в нём слова в текстах не встречаются[3].

## Лингвистическая характеристика
С лингвистической точки зрения среднебретонский язык представляет достаточно типичный для бриттских языков образец в основном флективного языка с постепенно проявляющимися чертами аналитизма. При этом на всех уровнях языковой системы (особенно в синтаксисе литературных текстов) заметно влияние латинского и французского языков, с которыми среднебретонский находился в постоянном контакте.

### Фонетика, фонология и орфография
При описании мёртвого языка данные о фонетическом строе доступны только косвенно, через орфографию, которая не всегда устойчива и однозначна.

#### Гласные
Насколько можно судить, система гласных монофтонгов среднебретонского языка включала следующие фонемы (указано вероятное звуковое значение и соответствующие графемы):
| Подъём  | Передний ряд      | Передний ряд     | Задний ряд |
| Подъём  | Неогубленные      | Огубленные       | Огубленные |
| ------- | ----------------- | ---------------- | ---------- |
| Верхний | [i] i, y, j*      | [y] u, v         | [u] ou     |
| Средний | [e] e [ɛ] ae, æ** | [ø] eu, ue, u*** | [o] o      |
| Нижний  | [a] a             | [a] a            | [a] a      |

Примечания к таблице:
* Графема j в этом значении употребляется только в конце слова
** Статус звука [ɛ] неопределен, вероятно, это аллофон /e/
*** Графема u обозначает огубленный гласный среднего подъёма крайне редко, однако Э. Эрно отмечает, что в ряде слоги с этим гласным рифмуются с теми, где произносится [ø] или [œ], как, например, precius—ned eux (где eux произносится [œs]). Ср. также французские заимствования наподобие glorius, hætus и пр.

#### Дифтонги
В среднебретонском языке существовали следующие дифтонги:
- [aj]: ae, æ;
- [aw]: ou, au, 'au, 'aou;
- [ew]: eu, eo, eau;
- [wa]: oa (ср. рифму coat—cretat, которая показывает, что слогообразующим гласным в этом дифтонге был a);
- [we]: oe (возможно, произносилось как e).

Как можно видеть, среднебретонская орфография не всегда последовательна: графемы eu, ou, ae, æ могли обозначать как дифтонги, так и монофтонги (кроме того, сочетания eu и ou могли также обозначать сочетания монофтонгов и согласного [v], см. ниже).

#### Согласные
Для среднебретонского восстанавливается набор согласных, приведенный на таблице
|               | Губные | Зубные/ альвеолярные | Постальвеолярные | Палатальные | Велярные | Глоттальные |
| ------------- | ------ | -------------------- | ---------------- | ----------- | -------- | ----------- |
| Взрывные      | p b    | t d                  |                  |             | k g      |             |
| Аффрикаты     |        | (ts)                 |                  |             |          |             |
| Носовые       | m      | n                    |                  | ɲ           | (ŋ)      |             |
| Щелевые       | f v ṽ  | s z θ ð              | ʃ ʒ              |             | x        | h           |
| Аппроксиманты | w      | r l                  |                  | ʎ j         |          |             |

Орфография согласных в среднебретонском языке крайне неустойчива. В частности, в ней не отражаются некоторые перемены, произошедшие в фонологической системе с прабриттского периода, в первую очередь лениция согласных между гласными. Так, например, графемы для глухих согласных в позиции после гласных обозначали на самом деле звонкие: goat 'кровь' (брет. gwad, валл. gwaed); casec 'кобыла' (брет. kazeg). Такой орфографический принцип (общий для всех средневековых бриттских языков, в частности древнебретонского и древневаллийского, а также средневаллийского) связан, по всей видимости, с традицией чтения вслух латинских текстов: поскольку само произношение менялось, а орфография оставалось неизменной, устанавливались «нетрадиционные» соответствия фонем и графем.
Среди других особенностей среднебретонской орфографии в области консонантизма следует отметить следующие:
- Звук [k] пишется как c перед a, o, u, ou; перед другими гласными как k, qu. Перед e, i, eu графема c обозначала аффрикату [ts], которая позже перешла в [s]. Перед a, o, u, ou, а также в конце слова этот звук обозначается с помощью буквосочетаний cc, cz, zc, zs, zcc, ccz, scc, scz, czc, ce, sc, позже также ç, çç. То, что эти графемы могли передавать аффрикату, подтверждается, в частности, написаниями тирп hac effe propiczc euicze 'и было ли об этом пророчество', где euicze соответствует более обычному euit se 'об этом'[8];
- Графема ch передавала и [x], и (в заимствованиях из французского) [ʃ] (в современной орфографии эти звуки передаются соответственно как c’h и ch);
- Графемы v и u могли передавать звуки [v] и [w]
- Графема f в начале слова обозначала [f]. В конце слова были распространены написания типа f, fu (иногда также просто f), которые соответствуют в современном бретонском v, которому предшествует носовой гласный (орфографически «гласный + ñ»): haff 'лето' (брет. hañv), neff 'небо' (брет. neñv). В древнебретонском в этих случаях пишется m (ham, nem). Г. Льюис и Ж. Р. Ф. Пьетт указывают, что, по-видимому, в среднебретонском ff обозначало носовой характер не гласного, но согласного, то есть транскрибировать эти слова следует как [haṽ], [neṽ]; смена произношения произошла в конце среднебретонского периода[9]. В середине слова ff обозначает [v] с назализацией или без: leffr 'книга' (брет. levr), но dafuat 'овца' (брет. dañvad);
- Звук [g] передавался как g перед a, o, u и как gu перед e, i. При этом g перед e, i, на конце слова и иногда перед a означало [ʒ], а gu могло также обозначать [gw]: ср. guen 'челюсть' и валл. gên, но guir 'истинный' и валл. gwir;
- Графема h обозначала [h] либо [x], однако часто и не обозначала никакого звука. Особенно част последний феномен в проклитиках: ha, hac 'и' (валл. a, ac), hon 'наш' (валл. ein). Кроме того, h между гласными всегда немой и обозначает наличие зияния, то есть недифтонгическое произношение: ср. написания типа buhez, buez 'житие', где h этимологически присутствует (валл. buchedd) и buhan, buan 'скорый', где h этимологически нет (валл. buan);
- Графема j (иногда также i, y) обозначала [ʒ];
- Графема ll обозначала либо сдвоенное [l], либо палатальный боковой [ʎ], как во французском
- Графема n, особенно в соседстве с i, могла обозначать палатальный носовой [ɲ] (кроме того, это звук мог передаваться как gn, ngn);
- Графема s обозначала [s], а между гласными — [z]. После au, eu, ou для передачи [s] могла также использоваться буква x: penaux, penaus 'как' (брет. penaos);
- Что касается графемы z, то, хотя в современном бретонском она передается звук [z] (который может происходить из более ранних *z, *θ, *ð), то, по-видимому[10], в среднебретонском рефлексы *z и *θ, *ð ещё не совпали, и z использовалось для передачи обоих последних звуков: azeuliff 'поклоняться' (валл. addoli), lizer 'письмо' (валл. llythyr). После r встречается написание tz: desertz 'пустыня' (валл. diserth).

### Морфонология

#### Начальные мутации
В среднебретонском, как и в прочих новокельтских языках, существовали системы начального чередования согласных. При этом на письме они в среднебретонский период, в отличие от современной орфографии, никак не отражались, поэтому приведенный список является реконструкцией на основе тех систем, которые засвидетельствованы в современных диалектах.
В среднебретонском языке существовали следующие начальные чередовани, или мутации:
- Мягкая, или лениция;
- Спирантная;
- Твёрдая, или провекция
- Смешанная

Эффекты, вызываемые каждой из мутаций, приведены на таблице. Пустая клетка означает отсутствие эффекта, согласные приведены в современной орфографии:
| Исходный согласный | Мягкая | Спирантная | Твёрдая | Смешанная |
| ------------------ | ------ | ---------- | ------- | --------- |
| p                  | b      | f          |         |           |
| t                  | d      | z          |         |           |
| k                  | g      | c’h        |         |           |
| b                  | v      |            | p       | v         |
| d                  | z      |            | t       | t         |
| g                  | c’h    |            | k       | c’h       |
| gw                 | w      |            |         | w         |
| m                  | v      |            |         | v         |

Мягкая мутация происходит после следующих слов:
- Предыменные элементы da 'твой', e 'его', pe 'который'
- Предглагольные частицы a 'ли', ne 'не', na 'что не';
- Частица en em, образующая реципрокальные глаголы, и частица en ur, образующая прогрессив;
- Предлоги a 'из', da 'к', dindan 'под', dre 'через', war 'на', diwar 'с (чего-л.)';
- Артикли вызывают мягкую мутацию у имен женского рода в единственном числе и у имен мужского рода во множественном числе, если они обозначают лиц. При этом d не подвергается чередованию (но ср. исключение an nor от dor 'дверь'[12]);
- У последующих прилагательных мягкую мутацию вызывают имена женского рода в единственном числе и мужского рода во множественном числе, если они обознчают лиц; при этом прилагательные на p, t, k подвергаются мягкой мутации только после имен, оканчивающихся на гласный l, m, n, r.
- Числительное onan 'один' (встречается редко) вызывает мягкую мутацию у слов женского рода.
- Союз pe 'или'
- Частица re 'слишком'

Спирантная мутация происходит после следующих слов:
- Притяжательные местоимения va 'мой', he 'её', o 'их'
- После инфигированного местоимения 'm 'меня; мой' спирантной мутации подвергаются слова, начинающиеся на t и k
- После hor 'наш' и инфигированного her 'её' происходит спирантная мутация k
- После местоимений «три» и «четыре». Здесь ситуация в среднебретонском неясна, так как в современном языке в разных диалектах разные правила. При этом есть один пример, где внутренняя рифма показывает наличие спирантной мутации после «три»: an barnn á vezo striz ha piz a’bec tri tra '[Страшный] Суд будет строгим и суровым из-за трёх вещей'. Здесь tri tra 'три вещи' согласно требованиям рифмы должно читаться как tri zra[13].

Провекцию вызывают следующие слова:
- Притяжательное местоимение ho 'ваш' (и инфигированное ho);
- Инфигированное местоимение 'z 'тебя; твой'.

Смешанную мутацию вызывают следующие слова:
- Частица o (брет. ouz), употребляющаяся перед глагольным именем в аналитических конструкциях (собственно предлог «при», утерявший предложную функцию в данном контексте);
- Частица e (брет. ez), которая ставится перед финитной формой глагола, не идущей на первом месте, если предглагольную позицию занимает член предложения, не являющийся подлежащим или прямым дополнением;
- Союз ma 'если'

#### Перегласовки
При формообразовании имен и глаголов в среднебретонском языке возможны различные изменения гласных, о которых см. ниже при описании собственно формообразования.

### Морфология
Морфологический строй среднебретонского языка типичен для бриттских языков. В этот период получают развитие как многие тенденции, общие для бриттских языков этого периода (в первую очередь в области синтаксиса, о котором см. ниже), так и специфически бретонские черты. В целом среднебретонский язык характеризуется как синтетический флективный язык с активно развивающейся тенденцией к аналитизму.

#### Имя существительное
Главными грамматическими категориями среднебретонского имени являются число и род.
Среди способов образования множественного числа можно выделить следующие:
- Перегласовка:
  - a→ e: sant 'святой', мн. ч. sent, gaffr 'коза', мн. ч. gueffr, geffr, azrouant 'дьявол, бес', мн. ч. ezreuent. Этот тип восходит к прабриттским именам с основой на -o- и к латинскому второму склонению;
  - o → e: escop 'епископ', мн. ч. esquep;
  - a—e → e—e: asenn 'осёл', мн. ч. esenn, castell 'замок', мн. ч. questell;
  - o—e → e—i: colen 'жеребёнок; любой детёныш животного', мн. ч. quelin;
  - e → ei: men 'камень' (ср. менгир, от. men hir 'длинный камень'), мн. ч. mein;
  - oa → ei: troat 'нога', мн. ч. treit, treyt;
  - oua → ee, e: houarn 'железо', мн. ч. heernn (читается в два слога), hernn;
- Суффиксация:
  - -(i)ou[14]: corff 'тело', мн. ч. corffou, goel 'праздник', мн. ч. goelyou, goueliou. при этом может происходит чередование на границе морфем t + i → [ʃ] (hent 'дорога', мн. ч. henchou), d + i → [ʒ] (breut 'иск', мн. ч. breigou [brøʒu])[15]
  - -(i)on: lazr 'разбойник', мн. ч. lazron, Yuzeau 'иудей', мн. ч. Yuzevyon. Суффикс -ion чаще выступает как -ien: pechezr 'грешник', мн. ч. pechezrien, ср. также Yuzevyen. Перед i также может происходить описанное выше чередование;
  - -et: aneual 'животное', мн. ч. aneualet;
  - -i (-y): bleiz 'волк', мн. ч. bleizi
  - -ez: ael 'ангел', мн. ч. aelez, autrou 'правитель', мн. ч. autronez, также roe 'король', мн. ч. rouanez;
- Суффиксация с перегласовкой:
  - -i (-y): bran 'ворон', мн. ч. briny, esel 'член', мн. ч. isily;
  - -ion, -ien: goas 'слуга', мн. ч.guysion, guisien, ср. ч. anaffon, anafuon 'уши умерших' (eneff 'душа');
  - -ez: buguel 'пастух, юноша', мн. ч. bugalez, gruec, groec 'женщина', мн. ч. groaguez;
  - -ent: car 'товарищ', мн. ч. querent;
  - -ier: baz 'палка', мн. ч. bizier, tnou (tnaou, traou) 'луг', мн. ч. treuier;
  - -iou: dez 'день', мн. ч. diziou (также deziou);
- Существуют также сингулятивные формы, то есть такие, где форма множественного числа морфологически проще, чем форма единственного: quelyen 'комары, комарьё', ед. ч. quelyenenn 'комар'. В современном бретонском возможно также образование образование множественного числа от формы сингулятива с помощью окончания, как например среднебретонское guez 'лес, деревья', ед. ч. guezenn, брет. gwezennoù 'деревья'. В среднебретонском материале таких примеров, но поскольку они есть в древнебретонском, вероятно, можно предполагать их существование и в среднебретонский период[16];
- Особые случаи: qui, quy 'пес', мн. ч. con, quon; breuzr 'брат', мн. ч. breuder, breudeur.

В именах, оканчивающихся на -ec, перед окончаниями -ier, -iou, -ien последний согласный может исчезать: benhuec 'инструмент' (лат. beneficium), мн. ч. binhuyou.
Засвидетельствован ряд форм множественного числа, содержащих сразу два числовых аффикса: preff 'главный', мн. ч. preuet и preuedou. Некоторые имена, главным образом парные, образуют множественное число с помощью числительного два: glin 'колено', мн. ч. douglin, doulin; brech 'рука', мн. ч. diou brech. Существуют также формы, содержащие одновременно показатели множественного и «двойственного» числа: dauglinaou. Это позволяет рассматривать формы с daou, diou как реализующие особую категорию парности, ортогональную категории множественности.
Категория рода у имён существительных является словоклассифицирующей, в неё входят две граммемы: женского и мужского рода. Некоторые слова могут колебаться по своей родовой принадлежности (как, например, tra 'вещь'), что, возможно, связано с тем, что ранее они принадлежали к среднему роду, исчезнувшему в истории бриттских языков очень рано. Формально разные роды различаются в первую очередь поведением слов в контексте мутаций (см. выше), но в среднебретонском мутации на письме не обозначаются. С именем также по роду согласуются некоторые местоимения (ср. heman eu an canon 'таково есть правило', где heman — женского рода, как и canon), анафорические местоимения (в том числе в составе спрягаемых предлогов: douar [земля, м. р.]… voarnezaff ["на + объект 3 л. ед. ч. м. р."] 'на ней') и числительные. Имена женского рода, обозначающие лиц, могут образовываться от имён мужского рода с помощью суффикса -es: abat 'аббат', abades 'аббатиса'.

#### Имя прилагательное
В отличие от средневаллийского (и древнебретонского) языка, в среднебретонском языке не употребимы формы множественного числа прилагательных, когда они играют роль определения или сказуемого (к примеру, в средневаллийском возможна фраза clusteu… gochion 'красные уши', от coch 'красный'). В среднебретонском формы множественного числа у прилагательных возможны только в случае их субстантивации: pour, paour 'бедный; бедняк', мн. ч. paouryen 'бедняки'. Формы множественного числа прилагательных образуются по тем же моделям, что и у существительных.
В среднебретонском также нет различия между формами мужского и женского рода у односложных прилагательных с закрытыми гласными в основе: валлийские gwyn 'белый', gwen 'белая', но в среднебретонском только guenn,
Формы сравнительной степени образуются с помощью суффикса -och (брет. -oc'h): isel 'низкий', iseloch 'ниже'. Существует также вариант -ouch: iselouch. Суффикс превосходной степени выглядит как -haff (также -haf, -hafu). Согласный -h- часто на письме пропадает, при этом вызывает оглушение конечных звонких взрывных основы (на письме часто отображается как удвоение): calet 'твердый', caletaff, caletta 'самый твердый' (последний пример также показывает встречающееся иногда отпадение конечного [v] в этом суффиксе). Иногда по аналогии с превосходной степенью встречается суффикс сравнительной степени -hoch: pell 'далекий', pelloch, pelhoch 'дальше'.
Ряд прилагательных образуют супплетивные формы превосходной степени:
- buan 'скорый' — quent 'быстрее' (но также buanoch), quenta(ff) 'самый быстрый';
- drouc 'плохой' — goaz 'хуже', goazaff 'худший';
- mat 'хороший' — guell 'лучше', guellhaff, guelhaff, guellaff 'лучший'
- meur 'большой' — muy, mui, mu 'больше', muyha(ff) 'наибольший'
- hogos 'близкий' — nes 'ближе', nessa(ff) 'ближайший'

В среднебретонском возможно добавление суффикса сравнительной степени -och к нерегулярным формам: goaz-och (дословно «хужее»); ср. в современном бретонском gwelloc’h 'лучше'.
При сравнении употребляется слово eguet. По аналогии с предлогом euit, euyt 'для, ради' он также получает форму eguit, eguyt: sclaeroch eguit ambr 'прозрачнее янтаря'.
Уравнительная степень («столь же, как») образуется тремя возможными путями:
1. С помощью предлога quen (редко quez) перед формой сравнительной степени и слов ha(c) 'с' и euel 'как': quen coz hac ho tat 'такой же старый, как его отец'. Если объект сравнения описан целым придаточным предложением, используются союзы hac ma(z), euel ma(z) или na(c): ne dihunas den… quen pront… ha maz groay en dez man 'не жил ещё муж столь готовый, чтобы знать этот день'. Если объект сравнения должен быть выражен местоимением, перед quen используется притяжатаельное местоимние: e quen nobl 'такой же благородный, как он'. У слова meur 'большой' есть специальная форма уравнительной степени quement.